# Sociedad Atea de Leeds

La Sociedad Atea de Leeds,  es una asociación de estudiantes librepensadores de la Universidad de Leeds.
Fundada en 2006, desde su creación es la sociedad librepensadora más activa del Reino Unido, así como base de la fundación de la Federación nacional sociedades estudiantiles de ateos, humanistas y laicos.

## Actividades
Además de las actividades programadas regularmente, la sociedad ha desarrollado y encabezado muchos eventos que han trascendido a nivel estatal, secundados por otros grupos del Reino Unido. El grupo fue el primero en desarrollar el concepto de la Semana de Concienciación No Creyente, adoptada más tarde por grupos de las universidades de Southampton, la Universidad de Durham, Universidad de Liverpool y a nivel nacional por la Asociación Humanista Británica.
En abril de 2009, el grupo comienza a dar el servicio de "Oficiante Humanista", que sería una persona encargada de realizar celebraciones como bodas, funerales, ceremonias de paso a la edad adulta, etc desde un punto de vista no religioso.

## Controversia
El grupo ha encarado varias controversias en su historia: En 2007 llevó a cabo una charla titulada Me mofaré de Mahoma si quiero", como apoyo a la libertad de expresión en relación a las  Caricaturas de Mahoma en el periódico Jyllands-Posten.
En otra ocasión en 2008, su presidente propuso una moción en la Universidad para realizar un referéndum para dejar de servir carne halal y kosher siguiendo las recomendaciones del Farm Animal Welfare Council (Consejo de Bienestar de los Animales de Granja), al saber que estas prácticas son poco éticas y deberían por lo tanto dejar de realizarse, moción que fue denegada.
Han sufrido también vandalismo en su sede tras un debate con la Sociedad Islámica.